# Cactus (Texas)
Pour les articles homonymes, voir Cactus (homonymie).
La ville de Cactus est située dans le comté de Moore, dans l’État du Texas, aux États-Unis. Sa population s’élevait à 3 179 habitants lors du recensement de 2010.

## Source
- (en) Cet article est partiellement ou en totalité issu de l’article de Wikipédia en anglais intitulé « Cactus, Texas » (voir la liste des auteurs).